# The Sensorites
The Sensorites (Les Sensorites) est le septième épisode de la première saison de la première série de la série télévisée britannique de science-fiction Doctor Who, diffusé pour la première fois en six parties hebdomadaires du 20 juin au 1er août 1964. Écrit par le scénariste Peter R. Newman, il s'agit du premier épisode où le Docteur et Susan commencent à évoquer leurs origines.

## Accroche
Le TARDIS atterrit dans un vaisseau spatial dont les occupants semblent être en prise avec des extra-terrestres télépathes du nom de Sensorites. Ceux-ci manipulent leurs pensées par la peur car ils craignent que les terriens ne révèlent les secrets de leur monde.

## Casting
- William Hartnell — Le Docteur
- Carole Ann Ford — Susan Foreman
- Jacqueline Hill — Barbara Wright
- William Russell — Ian Chesterton
- Stephen Dartnell — John
- Ilona Rodgers — Carol
- Lorne Cossette — Maitland
- John Bailey — Le Commandant
- Martyn Huntley — Premier Humain
- Giles Phibbs — Deuxième Humain
- Ken Tyllsen — Premier Sensorite / Premier Scientifique
- Joe Greig — Second Sensorite / Second Scientifique / Guerrier
- Peter Glaze — 3e Sensorite / L'Administrateur de la cité
- Arthur Newall — 4e Sensorite
- Eric Francis — Premier Ancien
- Bartlett Mullins — Second Ancien
- Anthony Rogers, Gerry Martin — Sensorites

## Résumé

### Strangers in Space
Le TARDIS a atterri à l'intérieur d'un vaisseau spatial du 28e siècle dont les deux occupants semblent décédés. Ceux-ci, Carol et Maitland, sont en réalité en état de stase. Ils "ressuscitent" sous les yeux du Docteur et de ses compagnons et leur expliquent leur situation : ils sont bloqués en orbite autour d'une planète nommée la Sphère des Sens, car ses habitants les Sensorites refusent de les laisser s'en extraire. Les Sensorites les manipulent par télépathie de sorte qu'ils dorment ou aient peur, ce qui a endommagé l'esprit de John, un de leurs compagnons de voyage. Du reste, les Sensorites ne les tuent pas et vont même jusqu'à les nourrir.
Le Docteur et ses compagnons s'aperçoivent que la serrure du TARDIS a été enlevée par les Sensorites, ce qui les empêche de repartir. C'est alors que l'équipage subit une courte attaque télépathique des Sensorites, à laquelle les occupants du TARDIS semblent être immunisés. Ayant décidé d'aller chercher de l'eau, Susan et Barbara se trompent dans les couloirs et se retrouvent enfermées face à John qui semble être devenu fou.
Alors que le Docteur, Ian, Carol et Maitland cherchent à ouvrir la porte derrière laquelle se trouvent les deux femmes, tous entendent un bruit. Se retournant ils aperçoivent un Sensorite qui les observe par la fenêtre.

### The Unwilling Warriors
Réveillant Carol et Maitland de la paralysie dans laquelle ils se trouvent face aux Sensorites, le Docteur et Ian leur demandent de recommencer à ouvrir la porte. Pendant ce temps-là, Susan entend dans sa tête les voix des Sensorites qui semblent être effrayés par la venue des humains. Elle révèle à Barbara être venue autrefois sur une planète où elle s'était retrouvée face à des plantes télépathiques qu'elle avait maintenues à distance. Ayant réussi à libérer Susan et Barbara, le Docteur découvre que les Sensorites ne veulent pas que les humains repartent car ils craignent que John, qui a découvert la présence de Molybdène dans la Sphère des Sens, ne vienne piller leurs ressources.
Susan permet à ce que l'équipage rencontre les Sensorites : ceux-ci sont effrayés car la précédente venue d'humains sur la Sphère des Sens fut la cause d'une épidémie qui continue à tuer des Sensorites. Ne réussissant pas à négocier, Susan décide de descendre sur la Sphère des Sens contre l'avis de ses compagnons.

### Hidden Danger
Le Docteur, ayant déduit d'après son observation de la dilatation de leurs yeux que les Sensorites sont ultra-sensibles à la pénombre, parvient à empêcher Susan de partir. Ayant vaincu les deux émissaires Sensorites, le Docteur et ses compagnons sont alors invités sur la Sphère des Sens afin de parler avec le chef des Sensorites. Le Docteur accepte afin qu'il puisse retrouver la serrure de son TARDIS et que John puisse être guéri, pendant que Barbara et Maitland resteront dans le vaisseau.
Le conseil des Sensorites est divisé sur la venue des terriens : alors que certains pensent qu'ils peuvent guérir l'épidémie qui a touché leur planète, d'autres souhaitent les éliminer les considérant comme une menace. L'une de leurs manigances échoue même au dernier moment. Alors que John est soigné par les Sensorites, le Docteur tente de négocier avec le premier ancien des Sensorites. Seulement, à côté de lui, Ian tousse et s'étouffe : il est atteint par l'épidémie qui a touché la planète, et devrait bientôt mourir.

### A Race Against Death
Le Docteur examine Ian et parvient à comprendre qu'en réalité l'épidémie est un empoisonnement qui touche certaines personnes buvant l'eau de l'aqueduc, que parmi eux seul Ian avait goûtée. En discutant avec les scientifiques Sensorites et en faisant de nombreuses mesures, le Docteur parvient à trouver le moyen de fabriquer un antidote pour Ian. Seulement, un des Sensorites n'est pas de cet avis et réussit à se faire passer pour le second ancien, deuxième plus haute autorité.
Apprenant que le Docteur est parti enquêter autour de l'aqueduc, se mettant en danger car les Sensorites leur disent avoir entendu des monstres à cet endroit, Susan et Ian décident de partir à sa recherche, ce qui impressionne fortement le premier ancien. Pendant ce temps, à l'aqueduc, le Docteur trouve des traces de belladone, plante qui serait la cause des empoisonnements, mais se trouve face à un monstre tapi dans le noir.

### Kidnap
Ian et Susan retrouvent le Docteur inconscient et le manteau totalement déchiré et le relèvent, reprenant ses affaires. De retour en ville, ils commencent à douter des Sensorites. D'ailleurs, certains d'entre eux ont tué le second ancien et accusent le Docteur d'avoir commis le crime, mensonge que lui et Ian arrivent rapidement à évincer, grâce à la cape que le premier ancien vient de lui offrir et au fait que le Docteur ne portait plus son manteau, délabré, en revenant de l'aqueduc. Regagnant la confiance du premier ancien, ils le conseillent sur son choix de proclamer second ancien l'administrateur de la cité, avant de savoir que c'est celui-ci qui tire les ficelles du complot, John ayant retrouvé ses esprits.
Repartis explorer l'aqueduc avec quelques armes, Ian et le Docteur ne savent pas que celles-ci ont été sabotées par les comploteurs afin de les rendre inoffensives, et que la carte qui leur a été confiée a été modifiée. Puis, c'est au tour de Carol de se faire enlever.

### A Desperate Venture
Carol a été enlevé par des Sensorites qui la menacent afin de lui faire écrire une lettre expliquant qu'elle est retournée au vaisseau. Hélas pour eux, cela ne fait que renforcer la suspicion de Susan, John et Barbara qui décident de partir à sa recherche. Ils réussissent à la délivrer et apprennent qu'Ian et le Docteur sont partis avec de fausses armes et un faux plan. Ils décident alors d'utiliser les pouvoirs télépathiques de Susan afin de pouvoir guider John et Barbara qui partent à la recherche de Ian et du Docteur. À l'occasion de la discussion qui s'ensuit avec un Sensorite, Susan révèle qu'elle n'est pas humaine mais qu'elle et le Docteur viennent d'une autre planète.
Ian et le Docteur découvrent la source d'empoisonnement de l'aqueduc : il s'agit de trois humains venus précédemment sur la Sphère des Sens et qu'on pensait morts à la suite de l'explosion de leur vaisseau ; tous n'étaient pas partis. Ceux-ci sont devenus à moitié fous et, pensant être en guerre contre les Sensorites, ont décidé d'empoisonner leur source d'eau. Rentrant dans leur jeu, Ian et Le Docteur arrivent à les faire sortir à la surface où ils seront arrêtés par les Sensorites. Le Docteur et ses compagnons voient le vaisseau de Carol et Maitland démarrer. Ironisant sur le fait que ceux-ci connaissent le lieu de leur prochain destination, Ian se met le Docteur à dos qui décide de le débarquer sur le prochain lieu où ils atterriront.

## Continuité
- L'épisode recommence à l'instant où le précédent finissait.
- Au début de l'épisode, le TARDIS et ses occupants évoquent les aventures qu'ils ont vécues dans les épisodes précédents en expliquant à quel point celles-ci les ont soudés.
- On apprend que Londres n'existe plus en tant que telle, au XXVIIIe siècle (toute la partie sud de l'Angleterre étant devenue une énorme ville).
- C'est la première fois que la série présente des races d'extra-terrestres non-humanoïde non belliqueuses (contrairement aux Daleks et aux Voords vus précédemment).
- Il est montré que les habitants de la planète dont viennent le Docteur et Susan (qui n'est pas nommée dans l'épisode, le nom de Gallifrey n'apparaissant que plus tard dans la série) peuvent avoir des prédispositions à la télépathie.
- La description par Susan de cette planète, avec un ciel orangé et des arbres aux feuilles argentées est quasiment réutilisée mot pour mot par le 10e Docteur lorsqu'il la décrit à Martha Jones dans l'épisode « L'Embouteillage sans fin ».
- Dans l'épisode du 10e Docteur « Le Chant des Oods » il est expliqué que la race des Oods viennent du même système solaire que les Sensorites, ce qui explique leur ressemblance. Par ailleurs, le Docteur est capable d'entendre le chant des Oods, contrairement à ses compagnons humains, comme Susan dans cet épisode.
- Le Docteur avoue entendre parfois ce que Barbara et Ian pensent, et remercie à un moment ce dernier pour un compliment qu'il n'a pas formulé, mais simplement pensé.